# Heuliez Pregunta
Heuliez Pregunta Roadster także Lamborghini Pregunta – supersamochód wyprodukowany przez francuską firmę Heuliez, specjalizującą się w przerabianiu francuskich aut, takich jak Peugeot czy Renault. Został on zbudowany na bazie Lamborghini Diablo VT MY1999, z którego przejęto kompletną płytę podłogową lecz zastosowano tradycyjny napęd na tylne koła. 5,7-litrowy centralny silnik V12,zamontowany wzdłużnie rozwijał moc 390 kW (530 KM). Konstrukcja auta opiera się na ramie rurowej ze stali i włókien węglowych. W aucie zamontowano opony 235/35 ZR 18 z przodu oraz 335/35 ZR 19 z tyłu.

## Dane techniczne

### Silnik
- Lamborghini V12 5,7 l (5707 cm³), 4 zawory na cylinder, DOHC
- Układ zasilania: wtrysk
- Średnica cylindra × skok tłoka: 87,00 mm × 80,00 mm
- Stopień sprężania: 10,0:1
- Moc maksymalna: 530 KM (390 kW) przy 7100 obr./min
- Maksymalny moment obrotowy: 605 N•m przy 5500 obr./min

### Osiągi
- Przyspieszenie 0-100 km/h: 4,0 s
- Czas przejazdu pierwszego kilometra: 20,7 s
- Prędkość maksymalna: 333 km/h